# Nittkvarn

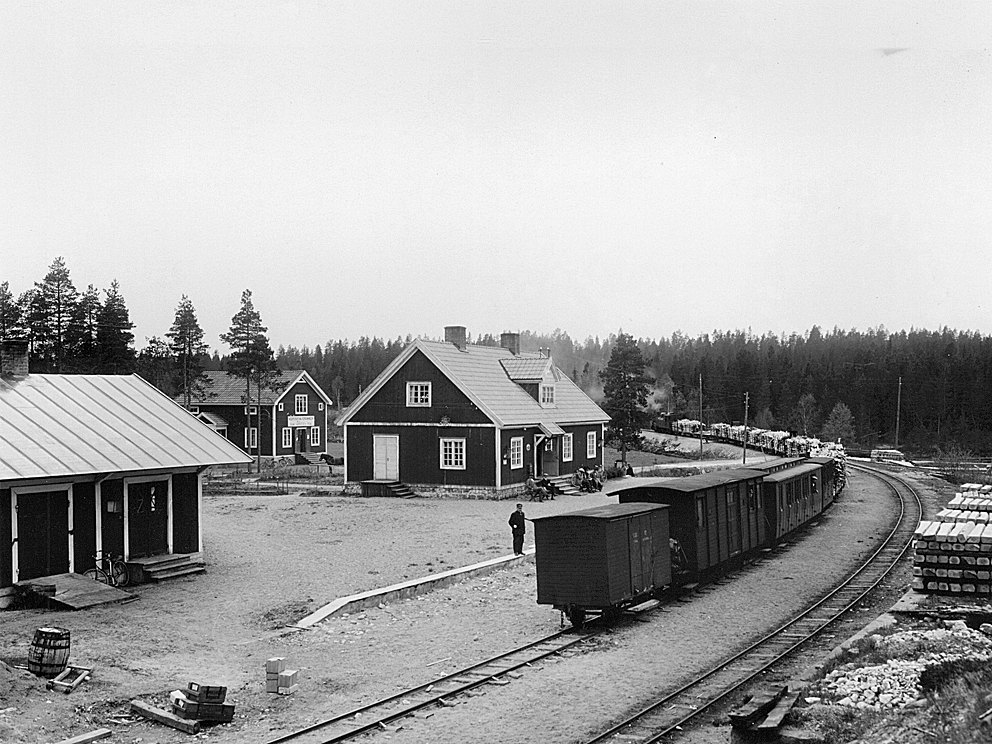
Nittkvarns järnvägsstation år 1925.

Nittkvarn är en ort i Ludvika kommun, belägen vid södra änden av Holmtjärnen, cirka 15 kilometer väster om Grängesberg. Nittkvarn är en av byarna i Grangärde finnmark. 
Nittkvarn var en av stationerna längs Säfsbanan (Hällefors–Fredriksbergs Järnvägar). Första tåget gick 1876, och banan blev fullt färdigställd tre år senare. Banan lades ner 1940 och är idag en cykel- och vandringsled, men det gamla stationshuset är bevarat. På dess gavelspets står: ”Fr. Hörken 14 km, fr. Annefors 33 km. Höjd över havet 286 meter.
Först år 1909 fick Nittkvarn en nord-sydlig vägförbindelse, när landsvägen genom Djupdalen till Abborrberg byggdes. För befolkningen (huvudsakligen skogsfinnar) var det en stor händelse. Idag består Nittkvarn av ett 10-tal bostadshus med totalt omkring 20 boende.
Förbi Nittkvarn rinner Nittälven som ingår i flera  naturreservat och förbinder Holmtjärnen med Ljusnaren.